# Смилянич, Милан
Ми́лан Сми́лянич (серб. Милан Смиљанић; 19 ноября 1986, Кальмар, Швеция) — сербский футболист, полузащитник. Выступал за сборную Сербии.

## Клубная карьера
Профессиональную карьеру начал в белградском «Партизане». В команде дебютировал 26 марта 2005 года в матче против «Сутьески». Всего за «Партизан» провёл 48 матчей и забил 1 гол. Летом 2007 года перешёл в испанский «Эспаньол», клуб за него заплатил 3 млн евро. В Ла Лиге дебютировал 26 августа 2007 года в матче против «Реала Вальядолида» (0:1). После неудачной попытки аренды на сезоне 2009/10, Смиляничу разрешено тренироваться с командой, но он не зарегистрирован на матчи в официальных турнирах. Провёл сезон 2010/11 в «Партизане», сыграв 18 игр и забив 1 гол.

## Карьера в сборной
Выступал за юношескую сборную Сербии до 19 лет и молодёжную сборную до 21 года. В сборной Сербии дебютировал 22 августа 2007 года в матче против Бельгии (2:3), Смилянич вышел на 70 минуте вместо Данко Лазовича. Первый гол за сборную забил 17 октября 2007 года в матче против Азербайджана (6:1). В составе сборной Сербии выступал на олимпийских играх 2008 в Пекине.

## Достижения
- Чемпион Сербии (2): 2011/12, 2012/13